# 18. hadsereg (Wehrmacht)
A 18. hadsereg (németül 18. Armee) a német Wehrmacht egyik hadserege volt a második világháborúban.
1939 novemberében hozták létre a VI. katonai körzet részeként.   
A 18. hadsereg részt vett Hollandia és Belgium megszállásában a Fall Gelb terv szerint, majd 1940-ben továbbhaladt Franciaországba. Később a 18. hadsereget keletre helyezték át, hogy részt vegyen a Szovjetunió leigázását célzó Barbarossa hadműveletben.  
Az Észak Hadseregcsoport része volt egészen 1945 elejéig, amikor a Kurland Hadseregcsoportba tagozták. 1944 októberében a Vörös Hadsereg bekerítette, és a háború hátralévő részére a kurlandi katlanban rekedt.

## Parancsnokai
- 1939 november 5–1942 január 16 Generalfeldmarschall Georg von Küchler
- 1942 január 16–1944 március 29 Generaloberst Georg Lindemann
- 1944 március 29–1944 szeptember 2 General der Artillerie Herbert Loch
- 1944 szeptember 5–1945 május 8 General der Infanterie Ehrenfried-Oskar Boege

Vezérkari főnökei
- 1939 november 5–1940 december 10 Generalmajor Erich Marcks
- 1940 december 10–1941 január 19 Generalmajor Wilhelm Hasse
- 1941 január 1–1942 november 17 Generalmajor Dr. Ing. h.c. Kurt Waeger
- 1942 november 24–1943 december 1 Generalmajor Hans Speth
- 1943 december 1–1945 január 25 Generalmajor Friedrich Foertsch
- 1945 január 25–1945 március 5 Oberst i.G. Wilhelm Hetzel
- 1945 március 5 – 1945 május 5 Generalmajor Ernst Merk